# Eparchia di Nyíregyháza
L'eparchia di Nyíregyháza (in latino: Eparchia Nyiregyhazana) è una sede della Chiesa greco-cattolica ungherese suffraganea dell'arcieparchia di Hajdúdorog. Nel 2021 contava 101.850 battezzati su 556.530 abitanti. È retta dall'eparca Ábel Szocska, O.S.B.M.

## Territorio
L'eparchia estende la sua giurisdizione su tutti i fedeli greco-cattolici residenti nella contea di Szabolcs-Szatmár-Bereg nell'est dell'Ungheria.
Sede eparchiale è la città di Nyíregyháza, dove si trova la cattedrale di San Nicola di Mira.
Il territorio è suddiviso in 85 parrocchie.

## Storia
L'eparchia è stata eretta da papa Francesco il 19 marzo 2015 con la bolla Ad aptius consulendum, ricavandone il territorio dall'arcieparchia di Hajdúdorog.

## Cronotassi
- Atanáz Orosz (20 marzo 2015 - 31 ottobre 2015) (amministratore apostolico)
- Ábel Szocska, O.S.B.M. (31 ottobre 2015 - 7 aprile 2018 nominato eparca) (amministratore apostolico)

- Ábel Szocska, O.S.B.M., dal 7 aprile 2018

## Statistiche
L'eparchia nel 2021 su una popolazione di 556.530 persone contava 101.850 battezzati, corrispondenti al 18,3% del totale.
| anno | popolazione | popolazione | popolazione | presbiteri | presbiteri | presbiteri | presbiteri                | diaconi | religiosi | religiosi | parrocchie |
| anno | battezzati  | totale      | %           | numero     | secolari   | regolari   | battezzati per presbitero | diaconi | uomini    | donne     | parrocchie |
| ---- | ----------- | ----------- | ----------- | ---------- | ---------- | ---------- | ------------------------- | ------- | --------- | --------- | ---------- |
| 2016 | 102.484     | 559.272     | 18,3        | 112        | 106        | 6          | 915                       |         | 11        | 3         | 84         |
| 2019 | 102.000     | 557.000     | 18,3        | 117        | 112        | 5          | 871                       |         | 6         | 2         | 84         |
| 2021 | 101.850     | 556.530     | 18,3        | 122        | 117        | 5          | 834                       |         | 5         | 2         | 85         |